# CP-30
El CP-30 es un lanzacohetes múltiple de 127 mm diseñado en Argentina por el Instituto de Investigaciones Científicas y Técnicas para la Defensa (CITEDEF) y fabricado por la Fabricaciones Militares.
En servicio en el Ejército Argentino desde el año 2012.

## Desarrollo
En el año 2007, el Departamento Propulsión del Instituto de Investigaciones Científicas y Técnicas para la Defensa (CITEDEF) completó el primer aparato CP-30 tras cuatro años de trabajo.

## Características y diseño
El CP-30 es un sistema de lanzamiento de cohetes que tiene un alcance de 33 km. Posee una computadora balística para tiro automático.

## Servicio
En abril de 2010 el Ejército hizo pruebas de tiro con el CP-30 en el campo de tiro del Regimiento de Caballería de Tanques 8 (Magdalena). El 4 de diciembre (Día del Arma de Artillería) del mismo año el Ejército creó el Grupo de Artillería de Sistemas de Lanzadores Múltiples 601 (GALM 601) con asiento en Junín, provincia de Buenos Aires. El 4 de diciembre de 2012 el entonces Ministro de Defensa argentino Arturo Puricelli formalizó la entrega de los primeros cuatro ejemplares de un primer lote de 20 aparatos.
El Ejército tendría previsto la creación del Grupo de Artillería de Lanzadores Múltiples 181 en la Guarnición de Ejército Comandante Luis Piedrabuena, provincia de Santa Cruz.

### CP-90
CITEDEF trabaja en un nuevo lanzador múltiple más grande que el CP-30, con 90 kilómetros de alcance, 250 milímetros de diámetro y 5 metros de longitud.

## Características y prestaciones
El CP-30 es un lanzador de cohetes múltiple de 27 bocas distribuidas en tres bloques de nueve bocas cada uno, carga cohetes CP-30 propios de 127 mm, SAPBA del mismo calibre o Pampero de 105 mm acondicionando el lanzador con sabots.
- Pampero: Cohete de 105 mm de corto alcance.
- CP-30: Cohete de 127 mm de medio-largo alcance.
- SAPBA: Cohete de 127 mm de corto alcance.
- MU-GAP: Cohete inteligente en desarrollo por CITEDEF.

El lanzador, construido con aluminio, esta montada en el chasis de un camión o un remolque mediante un afuste giratorio de acero. El camión o remolque poseen patas hidráulicas de nivelación de despliegue automático o manual. Al menos en el caso del camión cuenta con una grúa hidráulica capaz de recoger 5 toneladas para recargar el lanzador. Por ser transportado gracias a un camión puede ser preparado para actuar, disparar y cambiar de posición en escasos minutos evitando ser atacado en contraataque.

### MU-GAP
El MU-GAP es un proyectil autopropulsado inteligente en desarrollo por parte de Fabricaciones Militares. Capaz de ser lanzado desde una plataforma lanzacohetes como el CP-30. Cabe mencionar que si bien se asemeja a un misil no lo es. Para ser lanzado sería lanzado por un nuevo cohete Pampero de 122 mm que lo llevaría a la velocidad de 1,6 Mach, luego desplegaría unas aletas y bajaría la velocidad a 0,5 Mach con la ayuda de un sistema de frenado y desde allí mantenerse con sus propios sistemas de control, energía y maniobra.

## Exportación
En septiembre de 2015 el Ministro de Defensa de Bolivia Reymi Ferreira, visitó la Fábrica Militar Fray Luis Beltrán, donde observó diferentes equipamientos entre ellos el CP-30, el cual el gobierno boliviano estaría interesado en adquirir.